# Nina Grieg
Nina Grieg, de soltera Hagerup (24 de noviembre de 1845 - 9 de diciembre de 1935) fue una soprano lírica danesa-noruega. Esposa del compositor Edvard Grieg, que era primo hermano suyo.
Nina nació en Bergen, Noruega. Se casó con Edvard el 11 de junio de 1867, en Copenhague. La pareja a menudo realizó conciertos en los que interpretaban juntos en Europa, generalmente con críticas muy favorables. Edvard la consideraba la mejor intérprete de sus canciones.
El compositor inglés Frederick Delius le dedicó dos colecciones de canciones, en los años 1888-1890.
Interpretó como solista en Elías de Felix Mendelssohn con Musikselskabet Harmonien (más tarde conocida como la Orquesta Filarmónica de Bergen) en 1866.
Después de la muerte de Edvard en 1907 se trasladó a Dinamarca, donde murió veinte años después con 90 años. Sus restos fueron incinerados y sus cenizas fueron colocadas con las cenizas de su marido en una tumba en una montaña cerca Troldhaugen. Tanto ella como su esposo eran unitarios y Nina asistió a una iglesia Unitaria en Copenhague.
Nina Grieg nunca realizó grabaciones profesionalmente, pero dos aficionados efectuaron  grabaciones en cilindros de cera que se han conservado (pero en muy mal estado) y se han publicado bajo el sello Simax.